# Буланово
Була́ново (рос. Буланово) — село у складі Октябрського району Оренбурзької області, Росія.

## Населення
Населення — 974 особи (2010; 1107 у 2002).
Національний склад (станом на 2002 рік):
- росіяни — 75 %